# GothBoiClique
GothBoiClique (часто стилізовано як GBC) — американський емо-реп колектив, заснований 2013 року у Лос-Анджелесі. Колектив був сформований Wicca Phase Springs Eternal, Horse Head та Cold Hart.

## Історія
GothBoiClique був заснований як відгалуження THRAXXHOUSE, нині неіснуючого колективу, який розташовувався в Лос-Анджелесі, до складу якого входило більшість членів GBC: Mackned, Wicca Phase, Cold Hart, Lil Tracy (раніше — Yung Bruh) та Horse Head, але пізніше став самостійним колективом.
У червні 2016 року вони випустили свій перший мікстейп під назвою «Yeah It's True».
Lil Peep, який приєднався до гурту у вересні того ж року, був останнім доповненням та розширенням гурту. 15 листопада 2017 року Густав Ар був знайдений мертвим у своєму туровому автобусі, він помер від передозування фентанилу-ксанакса.
У 2018 році був створений під-гурт GBC під назвою «Misery Club», у неї ввійшли : Lil Zubin, Jon Simmons, Nedarb Nagrom, Fantasy Camp та Foxwedding.
У червні 2019 року вони провели європейський тур, трохи пізніше, 29 червня того ж року вони випустили сингл під назвою «Tiramisu», перед тим як відправитися в турне Північною Америкою. У 2020 році Horse Head покинув GothBoiClique.

## Склад

### Поточні учасники
- Cold Hart — вокал, продюсинг
- Døves — вокал, продюсинг
- Fish Narc — продюсинг
- JPDREAMTHUG — вокал
- Lil Tracy — вокал
- Mackned — вокал
- Wicca Phase Springs Eternal — вокал
- Yawns — продюсинг

### Колишні учасники
- Lil Peep (помер у 2017) — вокал
- Horse Head — вокал, продюсинг

## Дискографія

### Мікстейпи
- Yeah It's True (2016)

### Сингли
- Tiramisu (2019)